# Ensemble épigraphique de l'époque romaine de Hinojosa de Duero
L'ensemble épigraphique de l'époque romaine de Hinojosa de Duero est constitué de plusieurs stèles funéraires où sont gravées des épitaphes en latin. Ces stèles proviennent d'un site unique romain (colonie) d'El Cabeza de San Pedro situé dans la commune de Hinojosa de Duero dans la province de Salamanque en Castille-León en Espagne.

## Site et découvertes
Le site est une zone près du Douro, entre la pénéplaine de Salamanque et la côte dite de la Cabeza de San Pedro, modeste terroir agricole antique de la province romaine de Lusitanie, rattaché au conventus emeritensis ayant pour capitale Emerita Augusta (l'actuelle Mérida en Espagne).
Une série de stèles funéraires a été trouvée et publiée en 1869 dans le volume II du Corpus Inscriptionum Latinarum. Les découvertes supplémentaires réalisées lors de travaux d'aménagement hydraulique en 1956 ont porté à plus de 180 stèles l'ensemble connu. Taillées dans un granit local, décorées de motifs indigènes préromains (roue à ellipses, équerres, arcatures), gravées d'épitaphes latines stéréotypées (invocation des Dieux Mânes, nom, filiation, âge et formule rituelle), elles sont datées entre la seconde moitié du IIe siècle et le milieu du IIIe siècle. L'ensemble, homogène par sa localisation, est un témoin de la combinaison en milieu rural des persistances indigènes dans le décor et de la romanisation.

## Les stèles

### Épitaphe de Balaesus

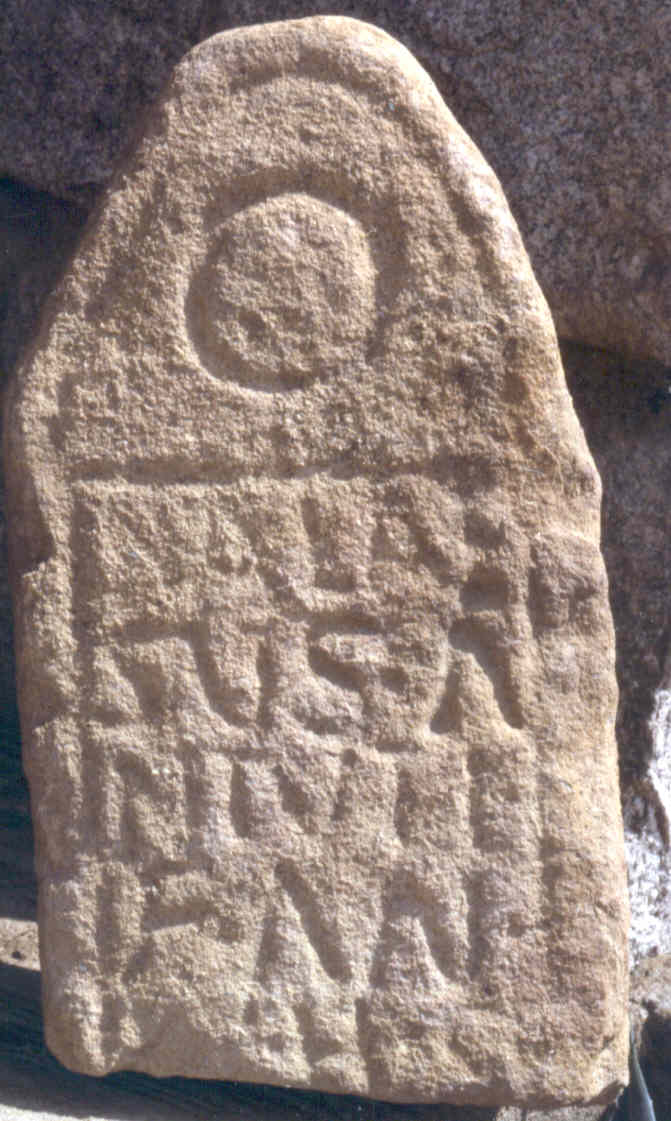
Épitaphe de Balaesus.

Inscription latine sur la stèle,,, :

BALAE

SVS•A

NTVTI•

F•AN•

XX•H•S

[STTL] ou [E(ST) - - -],
Épitaphe complété :

BALAE

SVS•A

NTVTI•

F(ilius)•AN(orum)•

XX•H(ic)•S(itus)

[S(it)T(ibi)T(erra)L(evis)]
Traduction :
- (es) Balaeso, hijo de Antuto, de 20 años. Yace aqui, que la tierra le sea leve[4].
- (fr) Balaesus, fils d'Antutus, de 20 ans. Il gît ici, que la terre lui est légère.